# گازیرولا
گازیرولا (به لاتین: Gazzirola) یک کوه در سوئیس است که در کانتون تیچینو واقع شده‌است. گازیرولا ۲٬۱۱۶ متر بالاتر از سطح دریا واقع شده‌است.